# Eliana Giorli La Rosa
Eliana Giorli La Rosa (Poggibonsi, 6 ottobre 1926 – Taormina, 22 febbraio 2020) è stata una sindacalista e politica italiana.
È stata dirigente del PCI toscano, dirigente provinciale dell'Unione Donne Italiane di Siena e Messina, amministratrice comunale e responsabile dell'Associazione Pionieri di Siena. Ha svolto attività di poetessa.

## Biografia
Eliana Giorli La Rosa nasce a Poggibonsi il 6 ottobre 1926. La sua istruzione scolastica termina con la quinta elementare, ma questo non le impedisce – negli anni – di diventare sindacalista, scrittrice, partigiana, funzionaria del PCI, consigliere comunale e militante antifascista. La famiglia originaria era antifascista e negli anni della resistenza aiutò il movimento partigiano, come staffetta partigiana, all'interno dei Gruppi di difesa della donna.
Ha frequentato la scuola politica del Partito Comunista Italiano, lavorato con Gianni Rodari, raccolto firme a sostegno del suffragio universale nel suo territorio. Nel 1946 si iscrive all'Unione donne italiane collaborando alla nascita della sezione di Poggibonsi. Nel 1951 durante l'alluvione del Polesine aiuta la popolazione, come testimoniato da una lettera di ringraziamento per il lavoro svolto, del primo dicembre 1951 della federazione senese del Partito Comunista di Siena.
Nel 1952 prima frequenta la scuola del PCI fiorentina Villa Medici, dopodiché viene assunta dalla Federazione del Partito Comunista di Siena per ampliare l’attività dell’Associazione Pionieri Italiani nella provincia, divenendone coordinatrice. Nello stesso anno viene inviata, come funzionaria di partito, a Milazzo per la locale campagna elettorale.
Nel 1954 si sposa con il sindacalista Tindaro La Rosa, avvocato, dirigente del Partito Comunista Italiano, poi vicesindaco di Milazzo, dal quale avrà due figli: Santi e Rosa Elisa.
Insieme al marito contribuisce all'attività del Partito Comunista nella provincia di Messina, istituendovi la sezione provinciale dell'UDI. Entra a far parte degli organi dirigenti nazionali della sezione femminile del Partito Comunista a Roma. Nel 1967, sindacalista con la CGIL Sicilia, difende i diritti delle donne che lavoravano alla raccolta del gelsomino e nel settore ortofrutticolo. Donne, che il sindacato voleva aiutare, per via dei bassi salari e i lunghi orari di lavoro.
Scrive poesie le quali vennero poi raccolte e pubblicate nel libro Il senso sognante della vita. Il 26 aprile 2016 sul giornale argentino La Campaña, di Chivilcoy, pubblica una poesia in lingua spagnola La Tragedias De Los Desterrados.
Nel 2018, a 92 anni, diventa consigliere comunale a Monforte San Giorgio, dove svolge attività amministrativa fino alla sua scomparsa.
Muore a Taormina, il 22 febbraio 2020.

## Premi ricevuti
- Il 5 marzo 2013 riceve il Premio Terminal 2013 per il suo impegno sindacale.[9]
- L'8 marzo 2016 il comune di Milazzo le conferisce la Civica Benemerenza.[2]
- Il 12 agosto 2019 il comune di Monforte San Giorgio le conferisce la cittadinanza onoraria, con la seguente motivazione: "per essersi contraddistinta in favore degli abitanti di Monforte San Giorgio per il suo impegno civico e civile".[10]
- L'8 marzo 2025 il comune di Poggibonsi e il territorio dela Valdensa hanno assegnato il riconoscimento "Donne Fiere 2025"[11][12]

## Poeta e scrittrice
- Eliana Giorli La Rosa, Il senso sognante della vita, Edito da Lombardo Edizioni, 2015, ISBN 978-88-9915013-6.
- Lettera del Presidente della Repubblica, 19 ottobre 2009, su Terminal, Novembre 2009.

## Racconti pubblicati su Pioniere
- Eliana Giorli La Rosa, Nannetta, su Pioniere, n. 37, 1955.[13]
- Eliana Giorli La Rosa, Carretteddu siciliano, su Pioniere, n. 28, 1956.[14]